# Peter Kohlgraf
Peter Kohlgraf (21 de março de 1967) é um prelado alemão da Igreja Católica, atual bispo de Mainz.

## Biografia
Filho de um pedreiro e uma enfermeira, Peter Kohlgraf estudou filosofia e teologia católica na Universidade de Bonn e por um semestre em Salzburg, formando em 1991. Após a formação pastoral no seminário de Colônia, Peter Kohlgraf recebeu em 18 de junho de 1993, na Catedral de Colônia - juntamente com Stefan Hesse e Dominikus Schwaderlapp - a ordenação sacerdotal pelo então arcebispo de Colônia, cardeal Joachim Meisner.
Após três anos de ministério como vice-pastor em Euskirchen, ele continuou seus estudos na Universidade de Bonn, sendo ao mesmo capelão tempo e professor de religião no Kardinal-Frings-Gymnasium, na mesma cidade. Em 2000, obteve o doutorado em teologia na Universidade de Bonn.
Foi assistente no final do Collegium Albertinum em Bonn (2003-2009) e, por dois anos, professor substituto para a cátedra de Educação Religiosa na Universidade de Münster (2006-2008), onde, em 2010, ele também recebeu habilitação para Teologia. De 2009 a 2013 foi capelão e professor de religião do Erzbischöfliches Marienberg Gymnasium, em Neuss, antes de se tornar professor de Teologia Pastoral na Escola Católica em Mainz, realizando, ao mesmo tempo, um ministério pastoral paroquial da unidade Wörrstadt-Rheinhessen, na diocese de Mainz.
Foi nomeado pelo Papa Francisco como Bispo da Diocese de Mainz em 18 de abril de 2017, sendo consagrado na Catedral de Mainz em 27 de agosto do mesmo ano, por Karl Lehmann, seu antecessor, coadjuvado por Stephan Burger, arcebispo de Friburgo e por Rainer Maria Woelki, cardeal arcebispo de Colônia.

## Posições
Em dezembro de 2018, disse que pode haver no futuro também padres casados na Igreja Católica. Em fevereiro de 2021, Kohlgraf apoiou a bênção de casamentos entre pessoas do mesmo sexo na Igreja Católica.